# Kalista Sy
Kalista Sy (francès: Khadidiatou Sy)  (1982) és una realitzadora i guionista senegalesa.
Es feu famosa a partir del 2016 a gran part del continent africà gràcies a l'èxit de la seva sèrie de televisió en llengua wolof Maîtresse d'un homme marié ambientada a la capital del país, Dakar. Les temàtiques de la sèrie ha desfermat polèmiques i passions ja que s'hi tractaven temes de societat relativament tabús com ara la sexualitat, l'emancipació de les dones, i les violències que pateixen. Les discussions que van generar els episodis sobre la llibertat sexual femenina van fer que alguns religiosos islàmics del país demanaren la seva prohibició.
El 19 d'octubre del 2019 va figurar a la llista de les 100 dones més influents de l'any que publica la BBC anualment.
La sèrie va generar polèmica i clergues islàmics en van demanar la prohibició. Un professor, anomenat Marame Gueye, va escriure que "la sèrie posa les experiències de les dones al centre de la seva trama" i "les seves vides no se centren exclusivament en les seves relacions amb homes".